# Shiretoko
Poluotok Shiretoko (japanski: 知床半島, Shiretoko-hantō) je najistočniji poluotok na sjevernom glavnom japanskom otoku, Hokaidu. Poluotok je okružen Ohotskim morem i odvojen je od ruskog otoka Kunašira uskim tjesnacem Nemuro, a upravno je uzdužno podijeljen između gradova-općina Rausu (pod-pokrajina Nemuro) i Shari (pod-pokrajina Okhotsk).
Ime mu dolazi od ainu izraza sir etok, što znači "kraj svijeta" ili "mjesto gdje zemlja odlazi".
Poluotok je dug oko 70 km, a u svojoj osnovi, gdje je najširi, ima širinu od 25 km; te ima površinu od oko 1.230 km². Niz poluotok se pruža nekoliko vulkana, kao što su planina Shiretoko, Unabetsu i Iō, koji pripadaju vulkanskom gorju Chishima, i zbog njihovih djelovanja nastalo je nekoliko termalnih izvora (onsen). Najslavniji je termalni slap Kamuiwakka (カムイワッカの滝, Kamuiwakka-no-taki), što znači "Voda bogova" na ainu. Šume su uglavnom mješavina umjerenih i podalpskih šuma, a glavne vrste su: sahalinska jela (Abies sachalinensis), Ermanova breza (Betula ermanii) i mongolski hrast (Quercus mongolica).
Rt Shiretoko i njegovo okolno more, koji pripadaju Nacionalnom parku Shiretoko (površine 711 km², a osnovanog 1964.), su 2005. godine upisani na UNESCO-ov popis mjesta svjetske baštine u Aziji jer "predstavlja izvanredan primjer interakcije morskih i kontinentalnih ekosustava, ali i izvanredne produktivnosti zbog sezonskog nastanka ledenjaka koji su najjužnije takve tvorevine na sjevernoj polutki. Veliki broj raznolikih vrsta su endemske ili ugrožene, kao što je Blakinstonska riblja sova (Bubo blakistoni) i neke ptice selice, te neke vrste lososa; a od morskih životinja Stellerova medvjedica (Eumetopias jubatus) i 13 od 14 ukupno vrsta kitova.
- Rt Shiretoko
- Goko jezera
- Slap Kamuiwakka
- Slap Kamuiwakka
- Planina Rausu s planine Io
- Grad Rausu
- Vrhovi kod Sharija
- Slap Oshinkoshin

## Vanjske poveznice
- Video na službenim stranicama UNESCO-a (engl.)
- Svjetski dan ptica selica (engl.)